# Albert (auto)

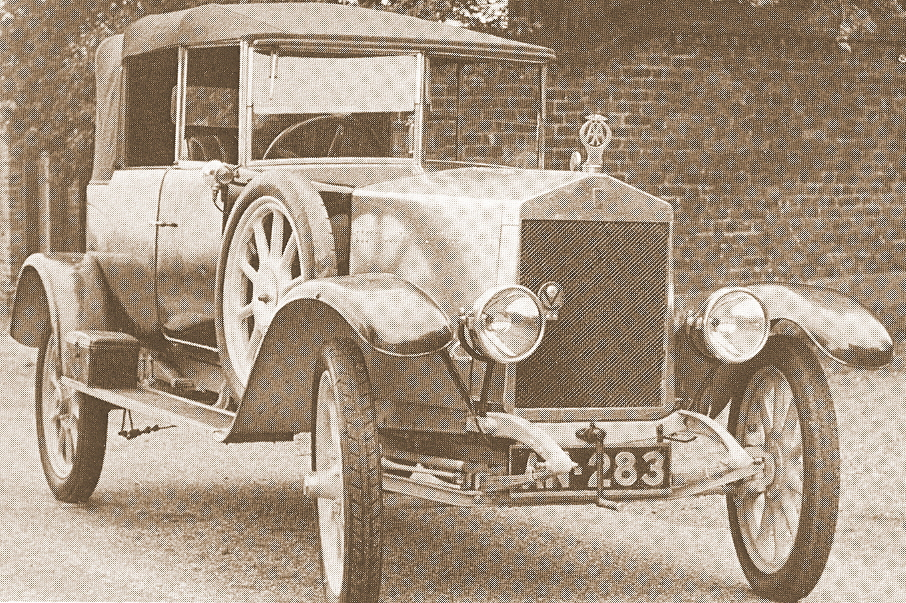
Albert 11.9 hp G3 (1920)

Albert was een Brits automerk. Van 1920 tot 1924 werd onder deze merknaam één model gebouwd door de Gwynne Engineering Co.Ltd. in Cheswick bij Londen.
De auto kreeg als type: "11.9 hp G3" en had een viercilindermotor van 1496 cc met een vermogen van 19 kW.